# Parque natural de Redes
El Parque Natural de Redes es un espacio natural protegido español situado en dos concejos de la región centro-oriental del Principado de Asturias, Caso y Sobrescobio. Toma su nombre del hayedo de Redes, situado en el concejo de Caso.
Fue declarado parque natural en 1996 y reconocido Reservas de la Biosfera por la Unesco en septiembre de 2001. Además, está también protegido como Lugar de Importancia Comunitaria y Zona de Especial Protección para las Aves.

## Geología

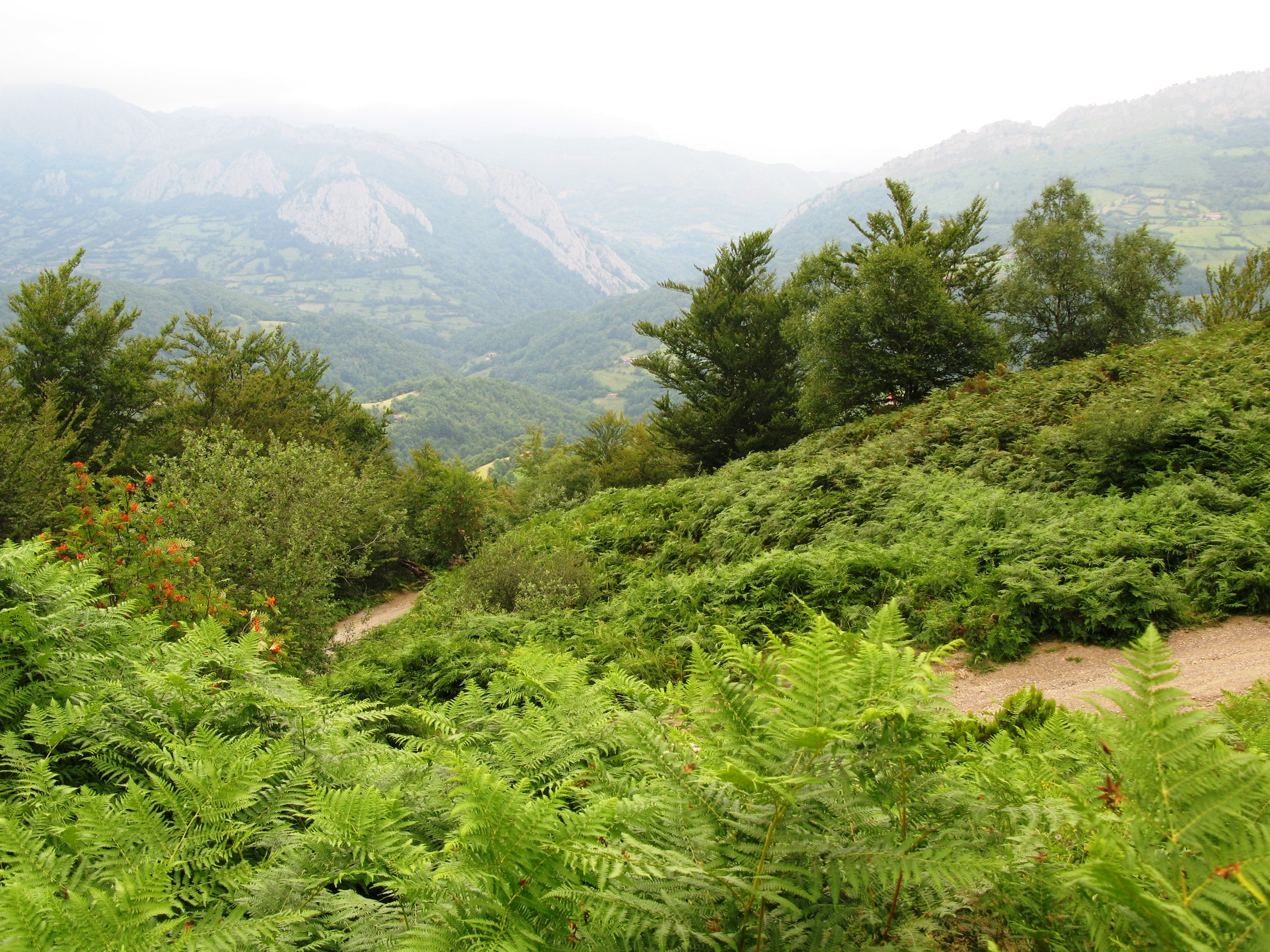
Vista general del parque.

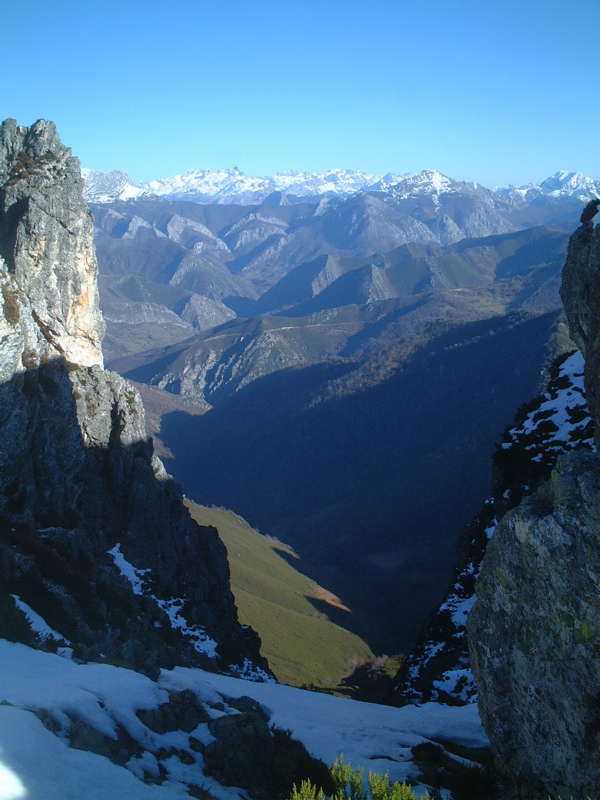
Montañas del parque.

El parque de Redes pertenece a la Unidad de Ponga, en la Región de Pliegues y Mantos de la Zona Cantábrica, que es el sector más externo del Macizo Hespérico en el noroeste de la península.
Estratigráficamente aparece un sustrato de edad paleozoica con gran variedad litológica. Los materiales se dividen en dos zonas, separadas por una laguna estratigráfica:
La unidad inferior está formada por las formaciones Cámbricas: Calizas de Láncara y Pizarras y Areniscas de Oville y la formación Ordovícica: Cuarcita de Barrios.
La unidad superior está formada por las Areniscas de Ermita y las Calizas de Baleas, Vegamián, Alba, Barcaliente, Beleño, Escalada y Fito, de edad Carbonífera.
Como resultado de numerosas líneas de fractura el terreno es muy abrupto con pendientes elevadas. Más de la mitad del territorio se sitúa por encima de los 800 m y más del 40% tiene pendientes superiores al 50%. Las zonas de sustratos blandos han permitido la creación de valles y vegas erosionadas por diferentes cauces acuáticos.
En las zonas de gran altitud se conservan evidencias de erosión glaciar acontecido durante el Pleistoceno. Este modelado glaciar permite ver amplios circos y valles glaciares. Se puede observar también un modelo kárstico con lapiaces, simas, dolinas y uvalas.
Hidrográficamente presenta pequeños ríos y arroyos de montaña que terminan como afluentes del río Nalón que nace en la Fonte la Nalona, en el puerto de Tarna. El discurso de muchos de estos arroyos atraviesa formaciones calcáreas dando encajamientos muy bonitos como puede apreciarse por ejemplo en la ruta del Alba, o incluso alguna hermosa cascada cómo la Cascada del Tabayón de Mongayu.

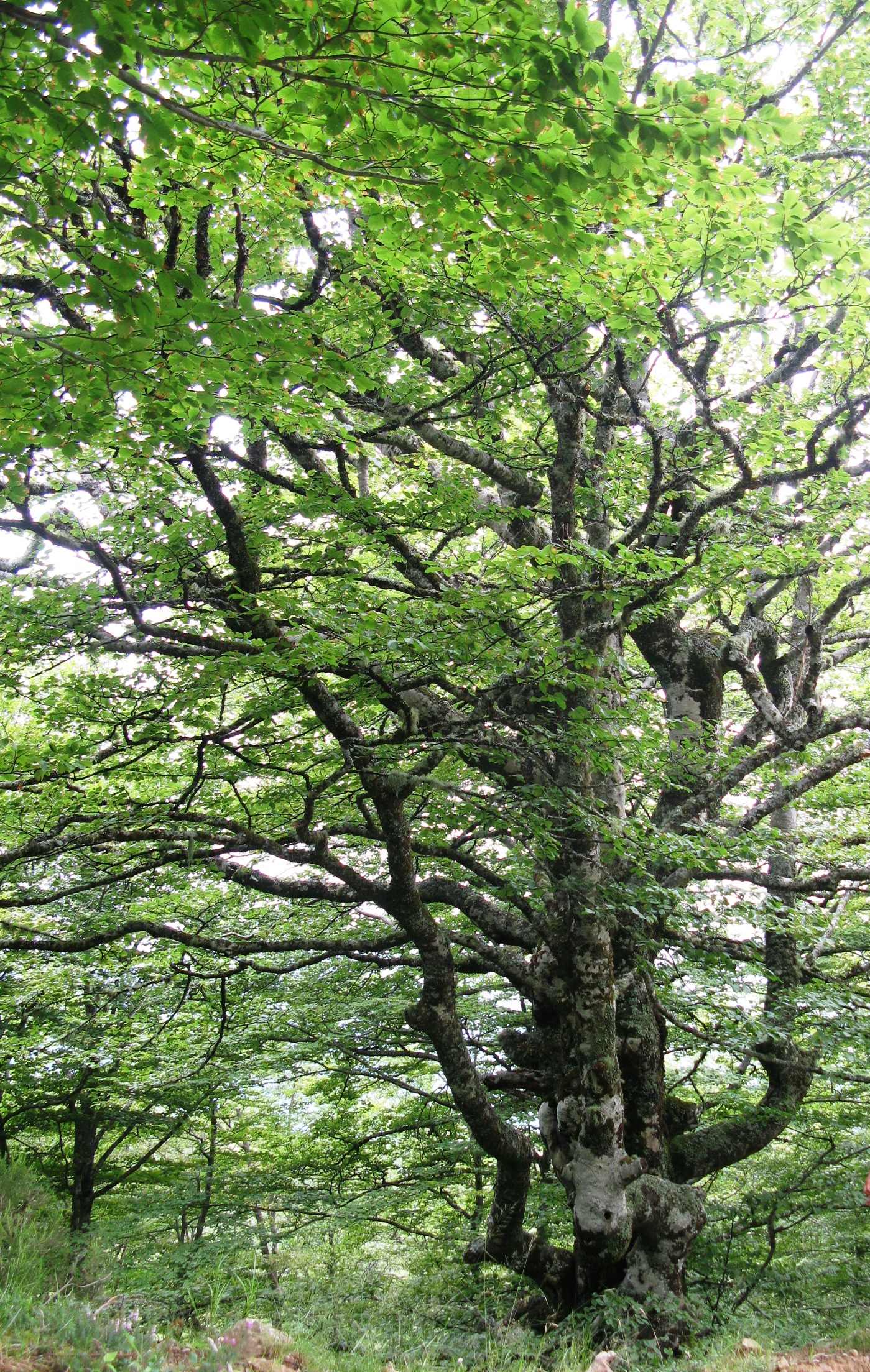
Vegetación del parque

Desde el punto de vista de los recursos energéticos en el parque se encuentra el sistema de presas Tanes-Rioseco, siendo la de Tanes principalmente para el consumo de agua de la cuenca central asturiana y la de Rioseco para la producción hidroeléctrica. Son un sistema de pantanos reversibles que permite devolver agua desde el inferior de Rioseco al superior de Tanes.

## Flora
La vegetación está dominada por formaciones boscosas de hayas y robles, sobre todo en las partes altas de las cuencas de los ríos Nalón y Ponga, donde se encuentran los bosques de Valle Moru, Fabucáu, Purupintu y Redes.
Existen también en el parque zonas de pasto y plantaciones de castaño. La introducción de este último parece ligada al florecimiento de la minería para hacer las entibaciones de las minas. 
De las innumerables especies vegetales existentes en el parque aparte de las anteriores podemos destacar la existencia de acebo, tejo y la helechilla (Trichomanes speciosum).
En la zona del Llagu Ubales aparece el helecho juncal, especie de alto valor ecológico, protegida y que también se encuentra en la Laguna de Arbás, en el parque natural de las Fuentes del Narcea y del Ibias.
En la zona de las turberas del Pico Vamartín existe una población de junco lanudo, única existente en toda Asturias.
En el resto del parque se pueden encontrar además las siguientes especies: narcisos, enebro rastrero, brecina, genciana, lírio azul y arándano. También se presentan pies aislados de pino silvestre en su piso superior principalmente en el borde sur, limítrofe con la provincia de León.

## Fauna

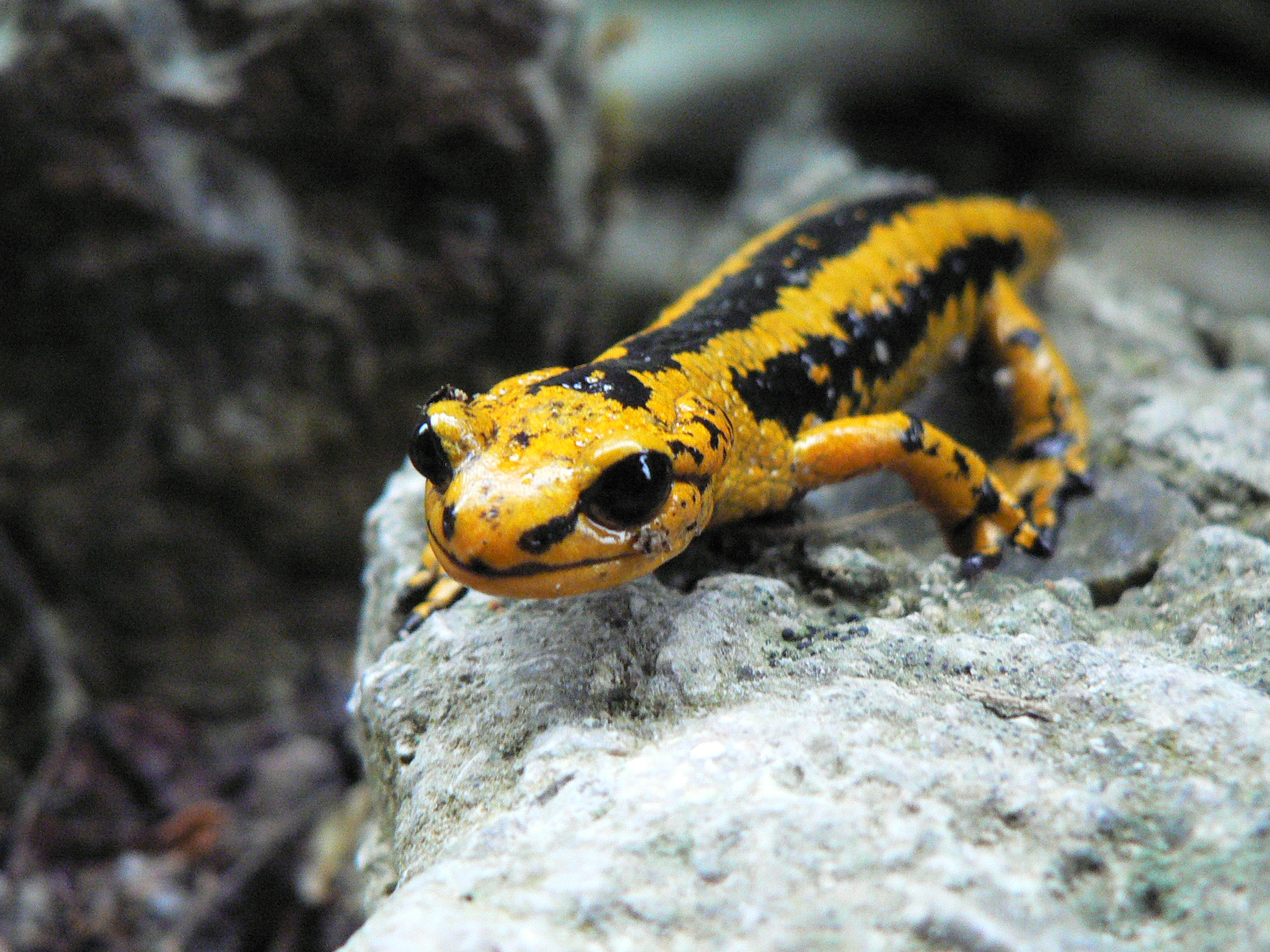
Salamandra local.

El parque de Redes conserva la mayor biodiversidad vertebrada de Asturias.[cita requerida] Se han catalogado cincuenta especies de mamíferos, ciento treinta de aves, diez de anfibios, diez de reptiles y cuatro de peces.[cita requerida]

### Mamíferos
El oso cantábrico frecuenta la zona habitualmente, ya que el parque coincide con el límite oeste de la población oriental de la Cordillera. Antaño su presencia era habitual según lo indican diferentes estudios[cita requerida] y los testimonios de los lugareños pero a principios del siglo pasado entró en recesión y casi desapareció de la zona. Otro animal característico es el lobo, residente permanente que cuenta con varias áreas de cría. Los rebecos tienen en los montes locales una de las mayores poblaciones de las existentes en Asturias. La nutria está presente en toda la cuenca fluvial del parque lo que indica la alta calidad del agua, ya que este animal sirve como bioindicador de la ausencia de contaminación. También se pueden encontrar otros grandes ungulados como ciervos, jabalíes y corzos. Entre los animales de menor tamaño destacan las liebres europea y de piornal, el zorro, el gato montés, la marta, el lirón careto y el desmán ibérico.

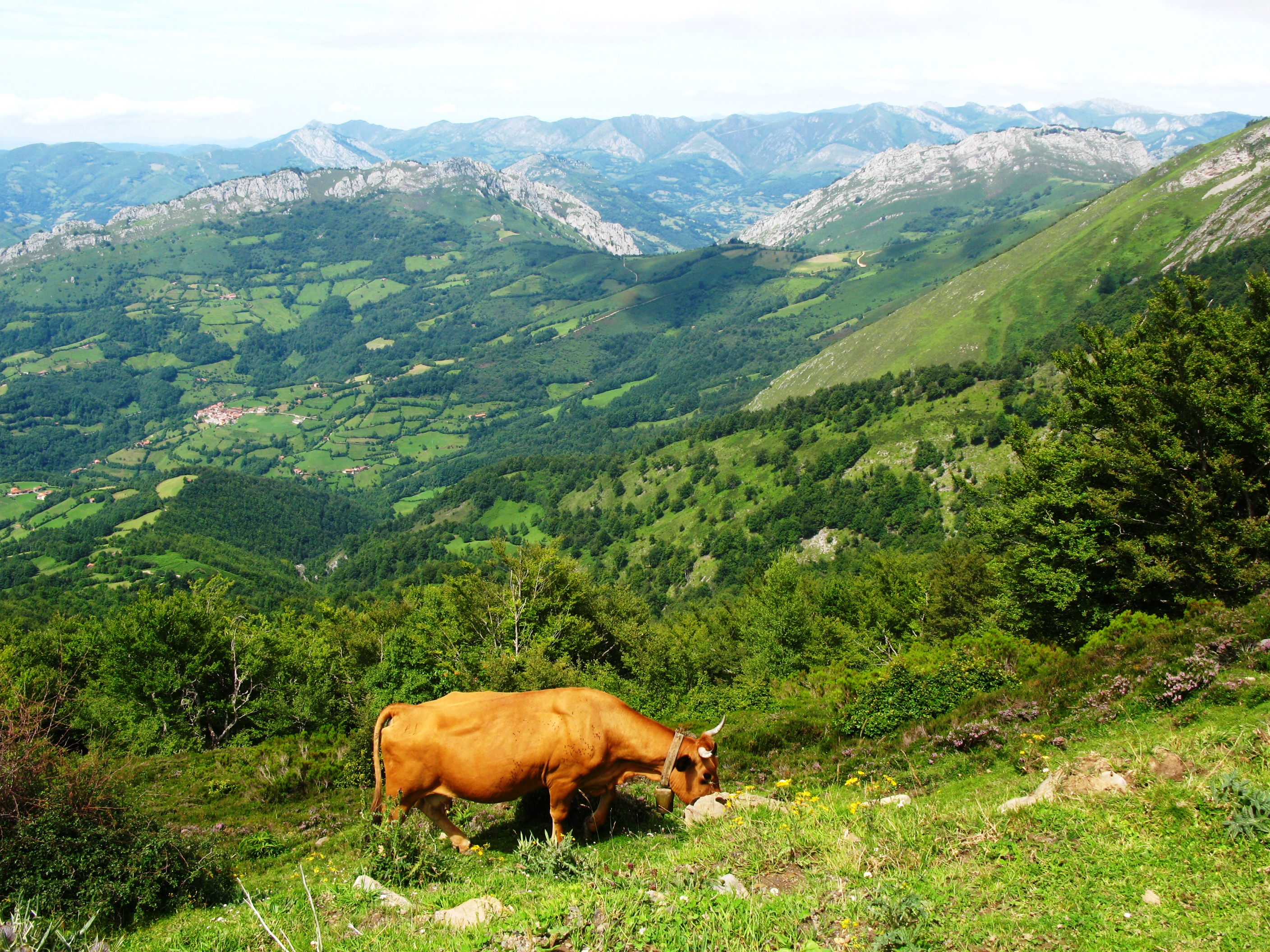
Ganadería.

Entre la fauna doméstica del parque cabe mencionar a la vaca casina o asturiana de la montaña, raza catalogada como en peligro de extinción.

### Aves
Las aves más importantes son el urogallo  y el alimoche. 
Otras aves que habitan en el parque son: el azor, el halcón peregrino, el buitre leonado, el águila real, el pico mediano y el pito negro. Asimismo hay numerosos córvidos como la urraca, la corneja, el cuervo y la chova piquigualda.
Dentro de las aves de montaña se pueden destacar la perdiz pardilla, el treparriscos y el gorrión alpino.

## Senderismo

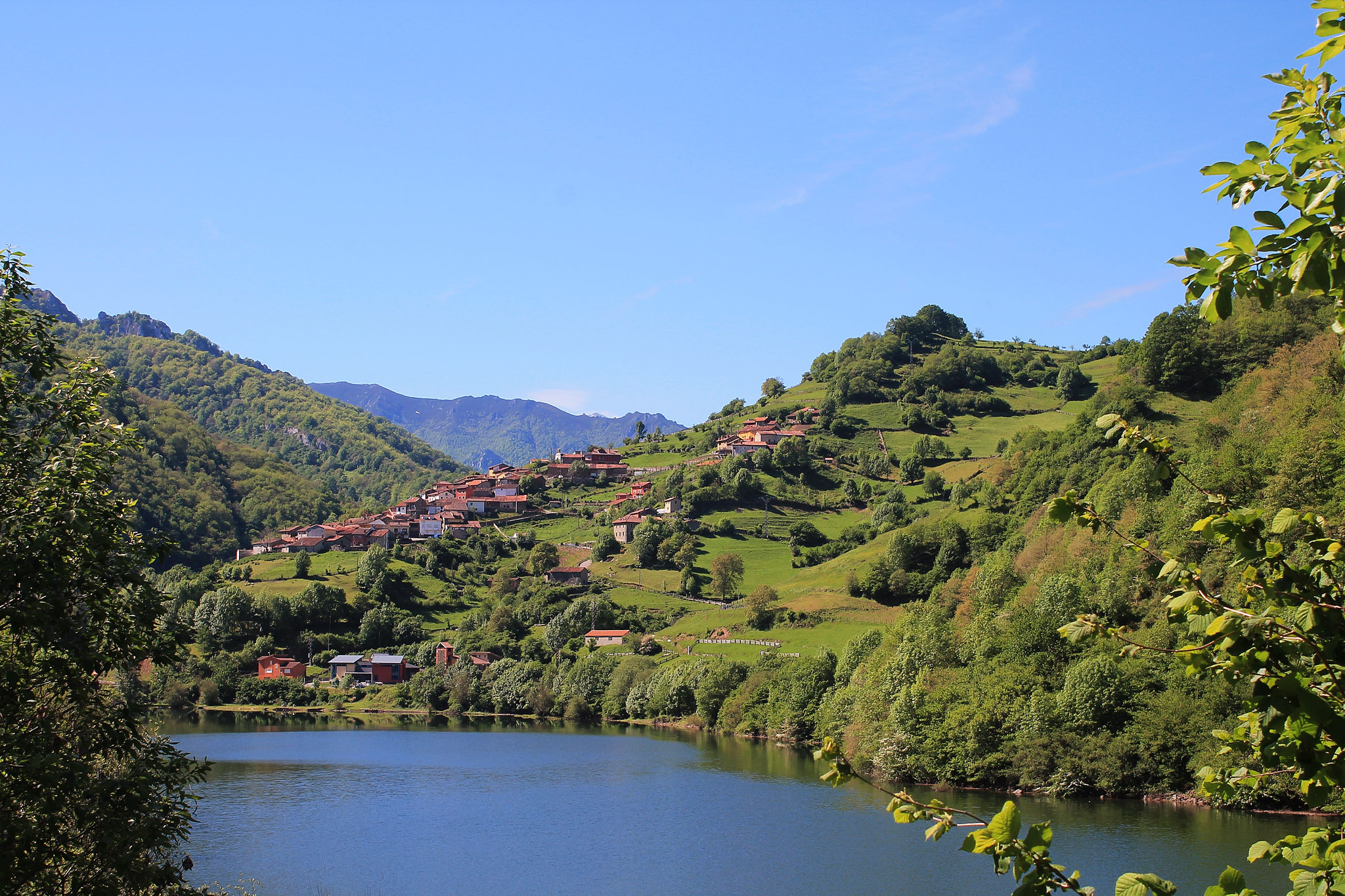
Pueblo de Coballes y embalse de Tanes

El parque cuenta con una red de 42 rutas oficiales que se extienden por más de 200 kilómetros, siendo las más famosas:
- Ruta del Alba, parte del pueblo de Soto de Agues y discurre paralela al río Alba.
- Ruta del desfiladero de los Arrudos, comienza en el pueblo de Caleao y atraviesa el mencionado desfiladero, pudiendo ampliarse el recorrido hasta el Llagu Ubales.
- Ruta de la Vega Brañagallones, desde el pueblo de Bezanes sale una pista forestal, de unos 10 km de longitud, que nos conducirá directamente hasta la antigua braña, la cual aún conserva en pie muchas de sus tradicionales cabañas y un albergue de montaña.
- Ascensión a la Peña'l Vientu, con sus 2000 m es uno de los picos más altos de la zona. El itinerario parte de la Vega Brañagallones.
- Ruta por el valle del río Enmedio.
- Tabayón del Mongayu, bonita cascada (declarada Monumento Natural), cercana al pueblo de Tarna.

Dentro del parque existen varias empresas de transporte privado que permiten acceder a estos destinos con menor esfuerzo. También se pueden realizar rutas a caballo y en bicicleta.

## Edificaciones de especial interés

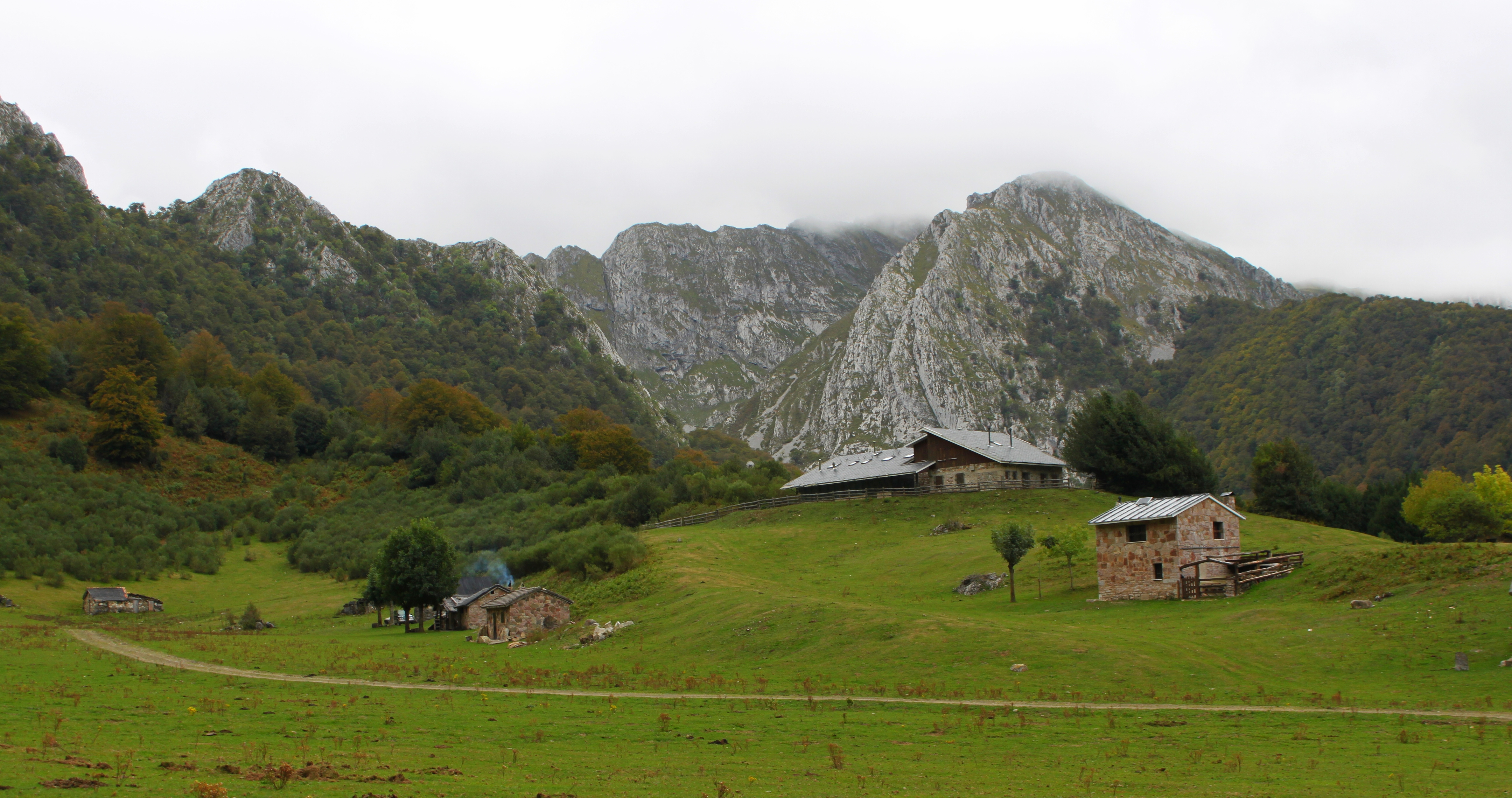
Típicas cabañas y antiguo refugio de caza, ahora albergue, en la Vega Brañagallones.

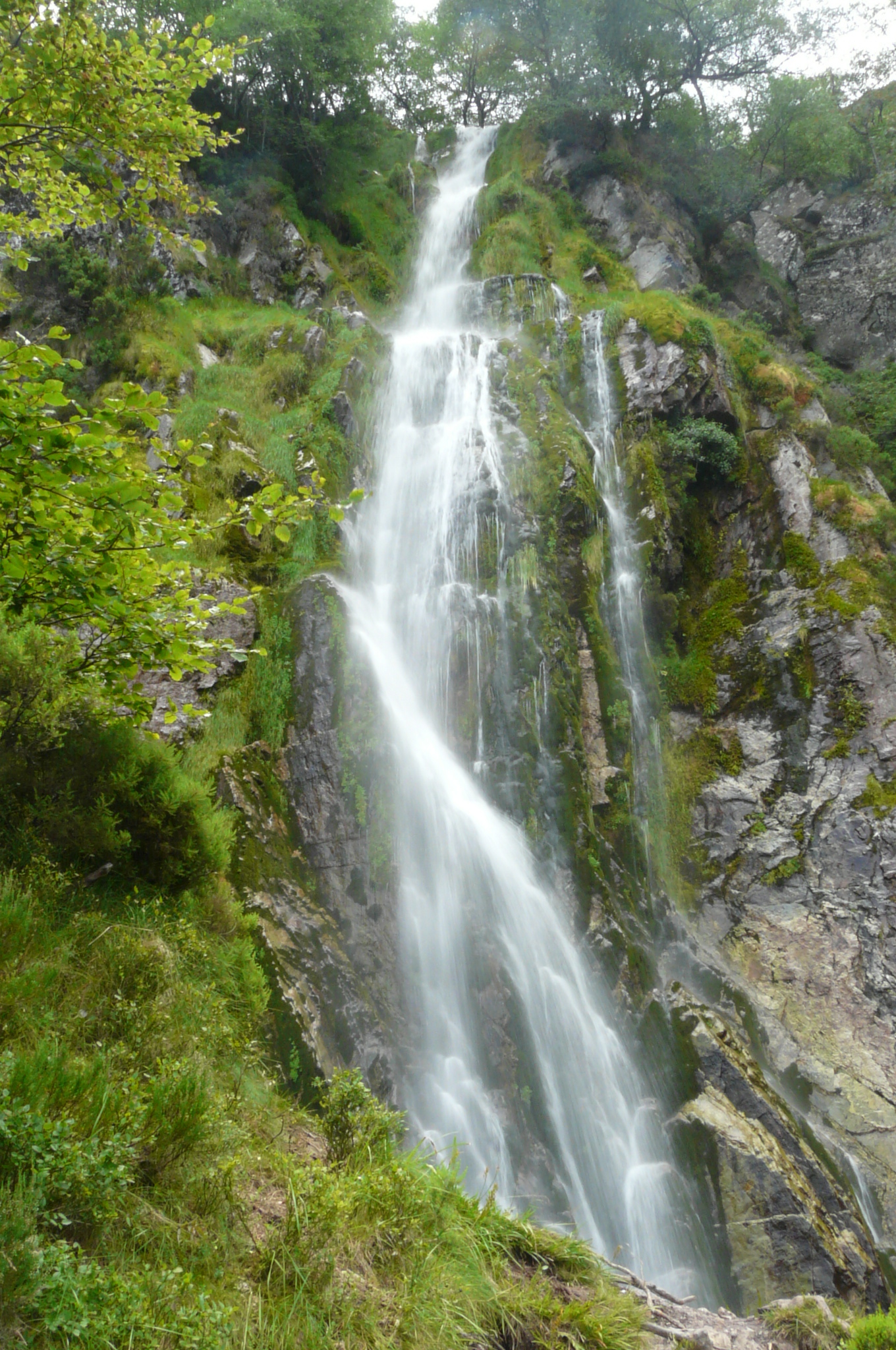
La catarata de Mongayo.

### Museo de la madera
El museo de la madera de Campo de Caso, se centra en el uso y comercialización de este recurso dentro de los pueblos de la zona.

### Museo de la madreña
El museo de la madreña de Beneros, iniciado por voluntad de una asociación vecinal local, muestra la fabricación e historia de este calzado típico.

### Centro de recuperación de fauna
Centro de recuperación de fauna, en la zona de El Castrín.
En 2007, la Declaración de Impacto Ambiental sobre el proyecto de construcción del parque concluyó que:
- La ubicación del centro de recuperación no es la más acertada.
- Se considera insostenible la justificación del proyecto en el PRUG o PDS
- La exposición pública de los animales a recuperar no es acertada.
- El proyecto no es la forma adecuada para incentivar el uso público del parque natural.
- La fauna del parque cabe asimilarla a un zoológico y por lo tanto debe someterse a las condiciones de la Ley 31/2003, de 27 de octubre.
- La mezcla de animales diferentes en un mismo recinto “podría chocar con la filosofía de la mencionada Ley.

### Centro de Interpretación
El Centro de Recepción e Interpretación de la Naturaleza, está ubicado en El Campu. Se trata de un edificio situado a las afueras del pueblo, que cuenta con una sala de conferencias, y una pequeña muestra del parque. En este edificio se encuentran también las oficinas administrativas del parque.
Existe también otro edificio de gran importancia relacionado con el parque. Se trata de un aula temática sobre el agua, la Casa del Agua, situada en Rioseco y con abundante material didáctico sobre los recursos hídricos del parque, no hay que olvidar que el parque es uno de los grandes suministradores de agua para consumo humano de Asturias con la presencia de varios embalses en las inmediaciones en el denominado eje Tanes-Rioseco que abastece al 80% de la población de Asturias.

## El parque en el cine
En 2007 se estrenó la película Luz de Domingo dirigida por José Luis Garci rodada en parte en el concejo de Sobrescobio.
En 2018 se estrenó un largometraje documental por José Díaz "100 días de soledad" en el que el protagonista procede a convivir consigo mismo, solo, en una cabaña en el centro del Parque de Redes durante 100 días hasta el solsticio de invierno.
La serie de televisión Alma, estrenada en 2022 en Netflix, fue rodada parcialmente en el refugio de Brañagallones.